# Zwede Hewitt
Zwede Hewitt (* 18. Juni 1989) ist ein Sprinter aus Trinidad und Tobago, der sich auf den 400-Meter-Lauf spezialisiert hat.
Bei den Zentralamerika- und Karibikspielen 2010 gewann er Bronze in der 4-mal-400-Meter-Staffel.
2011 schied er bei den Leichtathletik-Weltmeisterschaften in Daegu mit der 4-mal-400-Meter-Stafette aus Trinidad und Tobago im Vorlauf aus und 2014 gewann er mit ihr Bronze bei den Commonwealth Games in Glasgow.

## Persönliche Bestzeiten
- 200 m: 20,74 s, 18. Mai 2014, Port of Spain
  - Halle: 21,19 s, 24. Februar 2012, College Station
- 400 m: 45,51 s, 8. Juni 2011,	Des Moines
  - Halle: 47,18 s, 11. Februar 2012, College Station